# جورج دبليو. وايت
جورج دبليو. وايت هو سياسي كندي، ولد في 12 مايو 1827 في كندا، وتوفي في 21 مارس 1912 في سنترفيل في كندا. حزبياً، نشط في الحزب التقدمي المحافظ في نيو برونزويك ‏. وقد انتخب عضو الجمعية التشريعية لنيو برونزويك ‏.